# Ipirá
Ipirá é um município do estado da Bahia, na Região Nordeste do Brasil. É conhecido pela produção de calçados e artefatos de couro, sendo reconhecido como a "Capital Estadual da Produção Industrial e Artesanal de Calçados e Artefatos de Couro", título outorgado pela Assembleia Legislativa da Bahia.
É cortado pela BA-052 (Estrada do Feijão), uma das mais importantes e movimentadas rodovias do estado, e serve como um dos acessos à Chapada Diamantina.
Situa-se a cerca de 210 km da capital baiana, Salvador. Sua área territorial é de 3.102 km² e sua população estimada para 2024 é de aproximadamente 60 mil habitantes, conforme dados do Instituto Brasileiro de Geografia e Estatística (IBGE).
Ipirá integra, juntamente com outras 32 cidades, a Região Geográfica Imediata de Feira de Santana, sendo o segundo maior município em população, atrás apenas da cidade-sede, Feira de Santana. 
O município também compõe, junto a outros 14 municípios, o Território de Identidade Bacia do Jacuípe, destacando-se como a cidade com a maior economia, maior população, maior eleitorado e maior extensão territorial dessa região.

## Topônimo
O topônimo "Ipirá" tem origem no tupi, sendo composto pelos termos "y", que significa "rio", e "pira", que significa "peixe". A junção dos dois termos forma a expressão "rio do peixe", em referência ao rio que atravessa o município, a oeste da sede municipal.

## Clima
Varia de 18 a 36 graus Celsius, com média em 26. Seu clima é semiárido, chuvas de fevereiro a abril e pluviosidade de 754 milímetros..

## Imagens

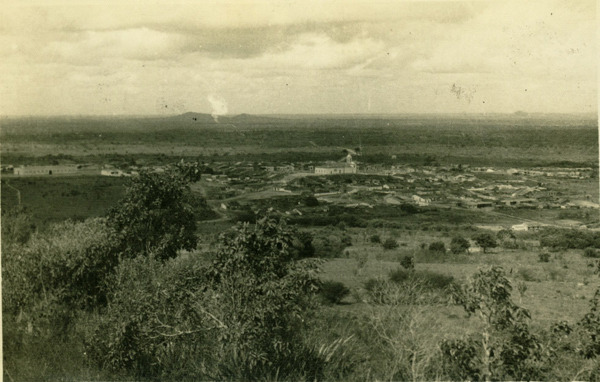
Vista panorâmica da cidade de Ipirá em 1956
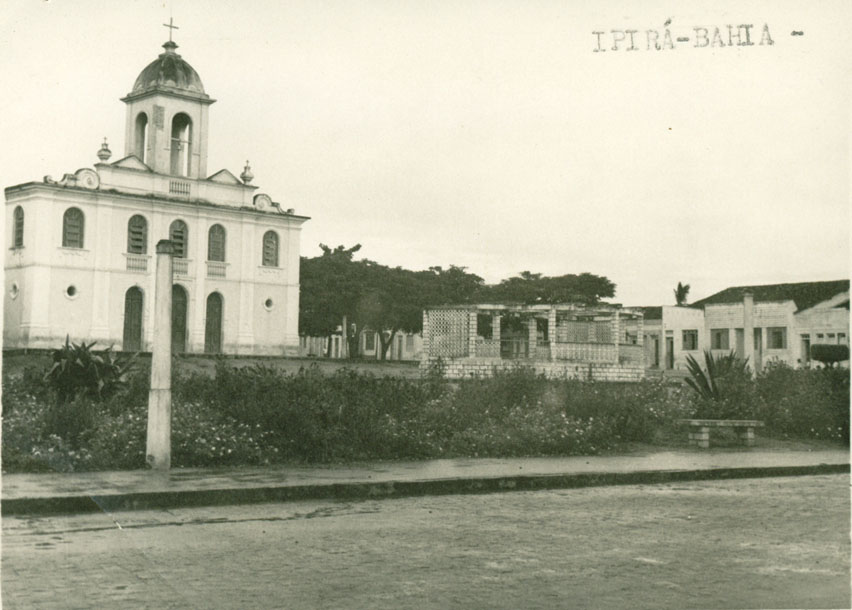
Igreja Matriz Senhora Sant'Ana e Praça da Bandeira, hoje, Praça Roberto Cintra, no passado
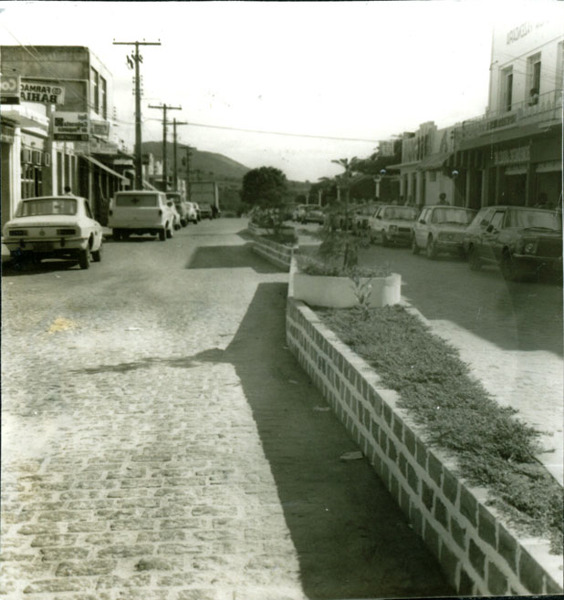
Aspecto antigo da Avenida César Cabral, a principal avenida da cidade